# Kemelak Bindung Langit
Kemelak Bindung Langit is een bestuurslaag in het regentschap Ogan Komering Ulu van de provincie Zuid-Sumatra, Indonesië. Kemelak Bindung Langit telt 6533 inwoners (volkstelling 2010).